# Campeonato europeo de hockey sobre patines masculino de 1992
El XL Campeonato europeo de hockey sobre patines masculino de 1992 se celebró en Wuppertal (Alemania) del 19 al 26 de abril de 1992. Fue organizado por el Comité Europeo de Hockey sobre Patines. La selección de Portugal ganó su decimoséptimo título.

## Equipos participantes
|              |
| Alemania     |
| Andorra      |
| Bélgica      |
| España       |
| Francia      |
| Inglaterra   |
| Italia       |
| Países Bajos |
| Portugal     |
| Suiza        |

## Resultados
|              | Bandera de Inglaterra | Bandera de Italia | Bandera de Andorra | Bandera de Francia | Bandera de Bélgica | Bandera de España | Bandera de Portugal | Bandera de los Países Bajos | Bandera de Suiza | Bandera de Alemania |
| ------------ | --------------------- | ----------------- | ------------------ | ------------------ | ------------------ | ----------------- | ------------------- | --------------------------- | ---------------- | ------------------- |
| Inglaterra   |                       |                   |                    |                    |                    |                   |                     |                             |                  |                     |
| Italia       | 6-3                   |                   |                    |                    |                    |                   |                     |                             |                  |                     |
| Andorra      | 4-3                   | 0-19              |                    |                    |                    |                   |                     |                             |                  |                     |
| Francia      | 3-2                   | 2-3               | 6-3                |                    |                    |                   |                     |                             |                  |                     |
| Bélgica      | 3-2                   | 3-14              | 8-9                | 2-4                |                    |                   |                     |                             |                  |                     |
| España       | 18-2                  | 1-1               | 13-1               | 2-0                | 16-1               |                   |                     |                             |                  |                     |
| Portugal     | 11-1                  | 2-2               | 8-4                | 6-4                | 22-2               | 4-2               |                     |                             |                  |                     |
| Países Bajos | 4-1                   | 0-13              | 6-6                | 2-2                | 4-3                | 3-14              | 0-8                 |                             |                  |                     |
| Suiza        | 8-2                   | 2-6               | 11-2               | 1-1                | 8-1                | 1-5               | 3-5                 | 3-4                         |                  |                     |
| Alemania     | 11-3                  | 1-10              | 5-4                | 3-3                | 10-1               | 1-10              | 3-8                 | 5-12                        | 4-4              |                     |

## Clasificación
| Equipo       | Pts | PJ | PG | PE | PP | GF | GC | DG  |
| ------------ | --- | -- | -- | -- | -- | -- | -- | --- |
| Portugal     | 17  | 9  | 8  | 1  | 0  | 74 | 21 | +53 |
| Italia       | 16  | 9  | 7  | 2  | 0  | 74 | 14 | +60 |
| España       | 15  | 9  | 7  | 1  | 1  | 81 | 14 | +67 |
| Alemania     | 10  | 9  | 4  | 2  | 3  | 43 | 45 | -2  |
| Francia      | 9   | 9  | 3  | 3  | 3  | 25 | 24 | +1  |
| Suiza        | 8   | 9  | 3  | 2  | 4  | 41 | 30 | +11 |
| Países Bajos | 8   | 9  | 3  | 2  | 4  | 25 | 55 | -30 |
| Andorra      | 5   | 9  | 2  | 1  | 6  | 33 | 79 | -46 |
| Bélgica      | 2   | 9  | 1  | 0  | 8  | 24 | 89 | -65 |
| Inglaterra   | 0   | 9  | 0  | 0  | 9  | 19 | 68 | -49 |